# Berto Marklund

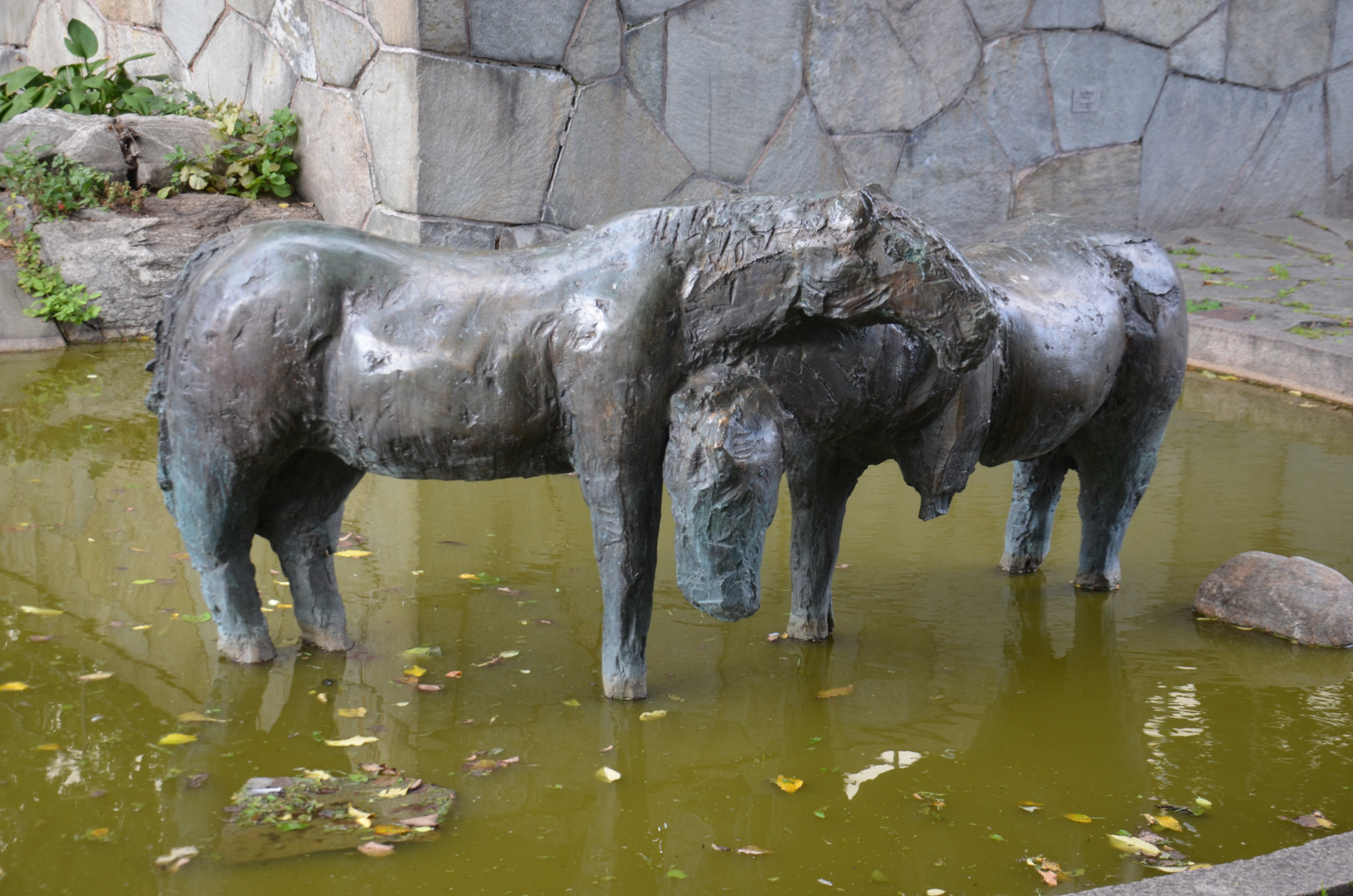
Vid källan i Tjurbergsparken vid Helgagatan på Södermalm i Stockholm

Berto Marklund, född 23 november 1931 i Malmberget i Gällivare församling, död 31 december 2020 i Högalids distrikt i Stockholm, var en svensk skulptör, tecknare och skådespelare.

## Biografi
Berto Marklund uppmärksammades redan som elev vid Konsthögskolan för sina delvis grovt huggna, delvis sinnligt slipade totemlika träskulpturer, ibland bemålade i få, mättade färger. En Parisvistelse 1963-1970 innebar försök till hudlena former gjutna i brons. Marklund har sedan åtrgått till träet, laddat med häftig sensualism. Han har utfört ett flertal offentliga utsmyckningar, bland andra lekskulpturen i brons "Figurer i Rosengård" vid Hårds väg i stadsdelen Rosengård i Malmö från 1968.
Marklund är representerad på bland andra Moderna museet, Göteborgs konstmuseum, Norrbottens museum, Skissernas museum i Lund, Malmö museum. Vid sidan av arbetet som konstnär medverkade han i ett flertal filminspelningar.

## Separatutställningar i urval
- Lilla Galleriet 1961
- Gummesons konstgalleri 1963
- Galerie Pierre 1966
- Galerie Bleue 1971, 1974
- Galleri Ahlner 1977, 1980, 1983
- Galleri Doktor Glas 1986
- Galleri Svenska Bilder 1988
- Galleri Doktor Glas 1993, 1996
- Thielska Galleriet 2000

## Samlingsutställningar i urval
- Biennale des Jeunes Paris 1963
- Salon de Mai Paris 1966
- Réalitées nouvelles Paris 1967
- Galerie Ariel Paris 1967
- Den Frie Köpenhamn 1968
- Images du Nord Dakar-Nunsku 1973
- Krapperups Konsthall 1988, 1998
- Luleå Konsthall 2000

## Offentliga verk i urval
- Näcken, brons, Hagsätra, 1959
- Födelsen, brons, norr om Vårbergs tunnelbaneststion i Vårberg i Stockholm, 1960
- Utan titel, Umeå kommun, torg, 1965
- Karyatid, Umeå universitet, 1967
- "Figurer i Rosengård", brons, Hårds väg i Rosengård, Malmö, 1968
- Spelmän, Säter folkpark, 1976
- Vid källan, brons, Tjurbergsparken vid Helgagatan på Södermalm i Stockholm, 1979
- Marsyas, Söderbärke folkpark, 1985
- Tre seitar, brons, 1992, tidigare utanför skolan på Vassaratorget, 2017 flyttad till Strandpromenaden vid Lappkyrkan
- Gestalt i norr, Boden, 2000

## Filmografi
- 1968 – Rätt man (TV-teater)
- 1974 – Det sista äventyret
- 1977 – Hempas bar
- 1977 – Bang!
- 1978 – Chez Nous
- 1979 – Kristoffers hus
- 1982 – Klippet
- 1982 – Ingenjör Andrées luftfärd
- 1983 – P&B
- 1983 – Limpan
- 1984 – Två solkiga blondiner
- 1987 – Mälarpirater
- 1991 – Il Capitano
- 1996 – Hamsun
- 2001 – Så vit som en snö
- 2008 – Maria Larssons eviga ögonblick